# 쥐노래미
쥐노래미는 쥐노래미과에 속하는 물고기이다. 몸길이 50cm 정도로 노래미와 비슷하지만, 약간 길고 좌우로 납작하다. 내만의 조류가 잘 흐르는 암초지대에 서식한다. 자주 움직이지 않고, 바위 틈에 몸을 붙이고 생활한다. 산란기는 11-12월이며, 알에서 나온 어린 쥐노래미는 몸길이가 3-6cm 정도로 자랄 때까지 연안에서 작은 갑각류를 잡아먹고 산다. 성어는 잡식성으로 새우·게·지렁이·작은 물고기·해조류 등을 가리지 않고 먹는다. 한국과 일본에서 많이 잡힌다.